# جمشید شارمهد
جمشید شارمهد (۳ فروردین ۱۳۳۴ – ۷ آبان ۱۴۰۳) فعال سیاسی ایرانی-آلمانی و از اعضای انجمن پادشاهی ایران بود که مدیریت رادیو تندر را پس‌از ناپدیدشدن فرود فولادوند بر عهده داشت. شارمهد تابستان ۱۳۹۹ در دبی توسط مأموران وزارت اطلاعات ربوده شد. وی در ایران زندانی، شکنجه و در دادگاه انقلاب به ریاست قاضی صلواتی به اتهاماتی چون «افساد فی‌الارض» و «محاربه» محاکمه و به اعدام محکوم و در ۷ آبان ۱۴۰۳ اعدام شد.

## زندگی
جمشید شارمهد در تهران زاده شد و تحصیلات خود را در ایران و آلمان به اتمام رساند. او در سال ۱۳۶۲ به‌همراه همسر و فرزند خود به آلمان مهاجرت کرد و در سال ۱۳۶۸ در رشته مهندسی الکترونیک و رشته فناوری اطلاعات دانش‌آموخته شد.
شارمهد دارای سابقه همکاری با شرکت‌های چندملیتی اروپایی مانند زیمنس، بوش، فولکس‌واگن، در زمینه «اجرای پروژه‌های خودکارسازی» است. او در سال ۱۳۷۶ شرکتی به نام «شرکت مهندسی شارمهد» را در آلمان تأسیس کرد. فعالیت این شرکت در زمینه «طراحی و اجرای پروژه‌های نرم‌افزاری برای صنایع الکترونیک و خودروسازی» بود.
جمشید شارمهد توسعه‌دهنده نرم‌افزار یونی‌پد (UniPad) است. نرم‌افزاری که به‌عنوان نخستین «واژه پرداز قابل استفاده چند زبانه» شناخته می‌شود و به وب‌سایت‌ها این قابلیت را می‌دهد که به‌صورت چندزبانه اجرا شوند. شارمهد در سال ۱۳۸۱ شرکت «Sharmahd Computing Inc» را در آمریکا تأسیس کرد و یک سال بعد، برای مدیریت همین شرکت به لس آنجلس آمریکا مهاجرت نمود. او صاحب دو فرزند بود.

## فعالیت سیاسی

### گروگانگیری، دستگیری و اتهامات
پس‌از ناپدید شدن فرود فولادوند، رسانه‌های جمهوری اسلامی جمشید شارمهد را به‌عنوان مسئول اصلی این گروه معرفی کردند. جمشید شارمهد در لس آنجلس آمریکا با این انجمن آشنا شد و شروع به همکاری با آنان کرد. او در سال ۲۰۰۴ وب‌سایت تندر را تأسیس و در سال ۲۰۰۷ رادیو تندر را راه‌اندازی کرد. براساس اعتراف‌های اجباری جمشید شارمهد که توسط صداوسیما و تسنیم (خبرگزاری وابسته به سپاه پاسداران) منتشر شده‌اند، وی به اتهاماتی که پس از گروگانگیری در امارات متحده عربی و عمان و سپس دستگیری‌اش به او نسبت داده شده، به اعدام محکوم شد. وی از سوی نهادهای امنیتی جمهوری اسلامی به نقش داشتن در اقدامات انفجار حسینیه سیدالشهدا شیراز، انفجار در سد سیوند محکوم شد. هر چند پیشتر در رابطه با بمب‌گذاری ۱۳۸۷ حسینیه ای در شیراز، چهار نفر به نامهای علی موسوی، روزبه یحیی‌زاده، علی‌اصغر پشتر و محسن اسلامیان اعدام شدند. همچنین تحلیلگران مفقود شدن فرود فولادوند در حکاری ترکیه را به نظام جمهوری اسلامی ایران نسبت داده آن‌گونه که مقامات جمهوری اسلامی برخی از اتهامات وارده به وی را مرتبط به با این بمب‌گذاری خواندند.

### رد انتساب شارمهد و عملیات تروریستی به انجمن
رزیتا منطقی هرگونه وابستگی تارنما و رادیوی «تندر» و «تکاوران تندر» به انجمن پادشاهی ایران را رد می‌کند و همه عملیات‌های تروریستی منسوب به آن را از هنگامی می‌داند که رئیس اصلی این انجمن (فرود فولادوند) در ترکیه ربوده شد. او می‌گوید که این کارهای تروریستی به انجمن پادشاهی ایران ربطی ندارد.

## ربودن و بازداشت

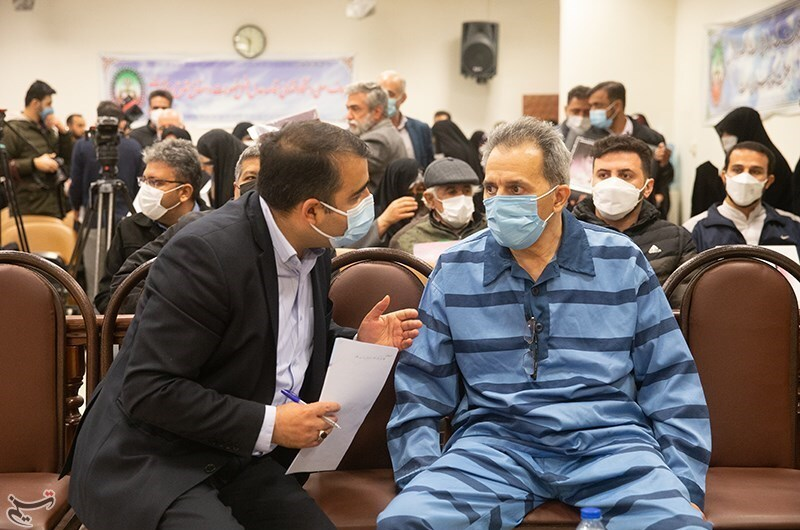
اولین جلسه دادگاه رسیدگی به پرونده جمشید شارمهد

وزارت اطلاعات جمهوری اسلامی در اطلاعیه‌ای اعلام کرد جمشید شارمهد را طی «عملیاتی پیچیده» در تاریخ ۱۱ مرداد ۱۳۹۹ دستگیر کرده است. در این اطلاعیه اشاره نشده که این عملیات پیچیده در کجا صورت گرفته است.
بعد از صدور اطلاعیه، گمانه‌زنی‌هایی دربارهٔ احتمال ربودن او در خارج از کشور مطرح شد.
شامگاه شنبه ۱۱ مرداد ۱۳۹۹، محمود علوی، وزیر اطلاعات جمهوری اسلامی، در یک برنامه تلویزیونی ادعا کرد جمشید شارمهد «در داخل ایران» توسط نیروهای اطلاعات دستگیر شده است. علوی بدون اشاره به جزئیات و زمان بازداشت این فرد، مدعی شد که سرویس‌های امنیتی آمریکا و اسرائیل «پوشش حمایتی» از او داشتند.
اما یکشنبه ۱۲ مرداد ۱۳۹۹، روزنامه جوان، در گزارشی نوشت که جمشید شارمهد روز ۱۰ مرداد ۱۳۹۹ در تاجیکستان بازداشت شده است. گزارش روزنامه سپاه می‌تواند نشانه ربودن جمشید شارمهد توسط نیروهای امنیتی یا همکاری دولت تاجیکستان در تحویل دادن او به نیروهای وزارت اطلاعات ایران باشد.

### تکذیب
دوشنبه ۱۳ مرداد ۱۳۹۹، رمضان رحیم‌زاده، وزیر کشور تاجیکستان، گزارش‌ها دربارهٔ بازداشت جمشید شارمهد، در شهر دوشنبه را تکذیب کرد. او در یک نشست خبری تأکید کرد که «تاجیکستان جمشید شارمهد را بازداشت و به ایران مسترد نکرده است».‌
ایران و تاجیکستان قرارداد استرداد «مجرمان» دو کشور را امضاء کرده‌اند اما مقام‌های تاجیک می‌گویند در شش ماه اول سال ۲۰۲۰ استردادی میان دو کشور انجام نشده است.

### اظهارات فرزندان وی
شایان و غزل شارمهد، فرزندان جمشید شارمهد گفته‌اند که براساس اطلاعات موقعیت‌یاب تلفن همراه، پدرشان ۳ مرداد در فرودگاه بین‌المللی دبی بوده و از آن‌جا به عمان رفته است و پس از مدتی، ردیاب غیرفعال شده است. فرزندان شارمهد تأکید کردند پدرشان به هیچ عنوان به تاجیکستان نرفته است. به گفته آنان جمشید شارمهد قرار بوده برای کار به دبی و سپس هند برود که به‌دلیل کرونا سفرش با مشکل مواجه شد. دختر او در مصاحبه با بی‌بی‌سی فارسی می‌گوید بعد از نشان دادن ردیاب گوشی در عمان، دیگر از او خبری نمی‌گیرند. به گفته دخترش او مشکل قند و دیابت دارد و بدون مصرف قرص نمی‌تواند «پاهایش را حرکت دهد».
پسر شارمهد به آسوشیتدپرس گفت که آخرین بار روز ۲۸ ژوئیه ۲۰۲۰ (هفتم مرداد ۱۳۹۹) از پدرش پیام گرفتند و از آن پس او نه به تماس‌هایش پاسخ داد و نه به پیام‌هایش. همچنین او اظهار کرد که «ما خواهان حمایت کشورهای دمکراتیک و آزاد هستیم. این نقض حقوق بشر است. شما نمی‌توانید یک نفر را از کشور ثالث ربوده و به کشور خود ببرید». شایان گفت که موقعیت‌یاب تلفن همراه پدرش در آن روز، هتل فرودگاه بین‌المللی دوبی را نشان می‌داد که محل اقامتش بود.

#### جزئیات ردیابی گوشی
خانواده شارمهد گفتند او هنگامی که در دبی اقامت داشت ازسوی مأموران وزارت اطلاعات جمهوری اسلامی ربوده شد. مشخص نیست که او چطور ربوده شده است. یک متصدی هتل گفته که شارمهد روز ۲۹ ژوئیه (هشتم مرداد) تسویه حساب کرد.
اطلاعات موقعیت‌یاب تلفن همراه شارمهد نشان می‌دهد که وی از دبی به شهر العین در شرق امارات متحده عربی رفته و پس‌از عبور از مرز، وارد کشور عمان شده است. شب را هم در نزدیکی یک مدرسه اسلامی در شهر مرزی البریمی سپری کرده است. ردیابی موقعیت‌یاب تلفن همراه شارمهد نشان می‌دهد که او روز ۳۰ ژوئیه (۹ مرداد) به بندر صحار در شمال عمان رفته و همان‌جا موقعیت‌یاب تلفنش خاموش شده است.
دو روز بعد، وزارت اطلاعات جمهوری اسلامی، در اطلاعیه‌ای اعلام کرد که او را «در پی عملیاتی پیچیده» در داخل خاک ایران بازداشت کرده است.

### دادگاه
جمشید شارمهد در شعبه ۱۵ دادگاه انقلاب اسلامی تهران به ریاست ابوالقاسم صلواتی به «طراحی و هدایت اقدامات تروریستی» متهم شد و با اتهام محاربه روبرو بود. قوه قضائیه ۲ اسفند ۱۴۰۱ اعلام کرد دادگاه انقلاب تهران جمشید شارمهد را به اتهام «افساد فی‌الارض ازطریق طراحی و هدایت اقدامات تروریستی» به اعدام محکوم کرد. در تاریخ ۶ اردیبهشت ۱۴۰۲ خبرگزاری میزان اعلام کرد حکم جمشید شارمهد در دیوان عالی کشور ابرام و تأیید شده است. پس‌از ابلاغ به دادگاه اقدامات اجرایی صورت می‌گیرد. اتهامات وی که براساس آن‌ها محاکمه شده است از قرار ذیل می‌باشد:
1. افساد فی‌الارض از طریق هدایت و رهبری گروه تندر
2. طراحی و هدایت اقدامات تروریستی، بمب‌گذاری در حسینیه شیراز مورخ ۲۴ فروردین ۱۳۸۷ که موجب کشته شدن ۱۴ نفر و مجروح شدن بیش از ۳۰۰ نفر شد
3. بمبگذاری در دهانه تونل سد سیوند در شیراز و برنامه‌ریزی و طراحی ترور مسئولان
4. برنامه‌ریزی و ساخت بمب جهت انفجار کتابخانه و حوزه علمیه سید محمدرضا گلپایگانی در قم که منجر به آتش‌سوزی در هتل جهان تهران شد
5. انفجار در کفشداری آرامگاه روح‌الله خمینی و کشته شدن بیژن عباسی در ۳۰ خرداد ۱۳۸۸
6. انفجار دکل صدا و سیمای شیراز، انفجار بمب صوتی در پالایشگاه آبدانان ایلام، آتش‌سوزی پالایشگاه شاهرود
7. افشای اطلاعات طبقه‌بندی شده مختصات موشکی سپاه پاسداران
8. ارتباط و همکاری با افسران اطلاعاتی آمریکا و اسرائیل، تأمین مالی اقدامات تروریستی در ایران به مبلغ بیش از ۳۰ هزار دلار
9. برنامه‌ریزی و طراحی انفجار لوله‌های انتقال نفت بندر گناوه
10. برنامه‌ریزی به قصد ترور یکی از مقامات محلی مریوان
11. برنامه‌ریزی به قصد بمبگذاری در سرکنسولگری روسیه در رشت
12. برنامه‌ریزی به قصد بمبگذاری در مصلی رشت حین برگزاری نماز جمعه
13. طراحی و برنامه‌ریزی به قصد ترور استاندار وقت گیلان
14. طراحی و برنامه‌ریزی به قصد مسموم سازی آب شرب شهر قم
15. برنامه‌ریزی به قصد انفجار در حرم فاطمه معصومه قم
16. برنامه‌ریزی به قصد بمبگذاری در حوزه علمیه امامزاده شاه فیض شیراز
17. برنامه‌ریزی به قصد بمبگذاری در مسجد دانشگاه شیراز
18. برنامه‌ریزی به قصد بمبگذاری در سرویس‌های حمل و نقل سپاه پاسداران و بسیج
19. برنامه‌ریزی جهت ترور امام جمعه وقت شیراز، برنامه‌ریزی به قصد سرقت مسلحانه از بانک‌ها و صرافی‌ها
20. برنامه‌ریزی جهت انفجار در نمایشگاه بین‌المللی کتاب تهران
21. برنامه‌ریزی جهت انفجار در حوزه علمیه عبدالعظیم حسنی شهرری
22. برنامه‌ریزی جهت انجام عملیات تروریستی در مجلس شورای اسلامی
23. برنامه‌ریزی جهت انفجار در وزارت امور خارجه و طراحی ۳۰ اقدام دیگر که توسط وزارت اطلاعات خنثی شدند.[۲۸]

### واکنش‌ها به ربودن
سفارت آلمان در تهران برای فهمیدن چگونگی بازداشت وی، از مقامات ایرانی خواست تا اجازه دسترسی کنسولی به شارمهد بدهند.
وزارت خارجه ایالات متحده اظهار کرد ایران «در زمینه بازداشت شهروندان ایرانی و خارجی با اتهامات واهی، پیشینه‌ای طولانی دارد.»
سه‌شنبه ۱۵ مرداد ۱۳۹۹، سازمان حقوق بشر ایران، با بیانیه‌ای، بازداشت شارمهد را «یک آدم‌ربایی غیرقانونی» دانست و گفت «ربودن مخالفان ایرانی از کشورهای همسایه دارد امری عادی می‌شود». این سازمان از آلمان خواستار واکنش به این موضوع شد و گفت دولت آلمان در برابر محافظت شهروندان خود مسئول است و برای نجات جان او باید همه‌گونه اقدامات لازم را انجام دهد. این سازمان در ادامه بیانیه از جامعه بین‌المللی درخواست مداخله برای نجات جان شارمهد و جلوگیری از ربودن بیشتر مخالفان جمهوری اسلامی، کرد.
غزاله شارمهد، فرزند او دادگاه پدرش را «نمایشی» خواند و از قول وکیل پدرش می‌گوید که وضعیت خوب به‌نظر نمی‌رسد و جان او در خطر است.

## اعدام
قوه قضائیه جمهوری اسلامی ایران در تاریخ ۷ آبان ۱۴۰۳ اعلام کرد که جمشید شارمهد، به اتهام «افساد فی‌الارض از طریق طراحی و هدایت اقدامات تروریستی» صبح دوشنبه ۷ آبان اعدام شده است.
اما سخنگوی قوه قضاییه در ۱۵ آبان ۱۴۰۳ گفت شارمهد پیش از اجرای حکم اعدام، سکته کرد و جان باخت. ایران‌اینترنشنال در تاریخ ۱۲ آبان، در گزارشی به بررسی اطلاعات مبهم دربارهٔ چگونگی مرگ شارمهد پرداخت و از قول غزاله، دختر او نوشت که قوه قضاییه اعلام نکرده پدرش اعدام شده است.
خانواده شارمهد در ۲۲ فروردین ۱۴۰۴ اعلام کردند که نتایج کالبدشکافی در پزشکی قانونی آلمان نشان می‌دهد جمهوری اسلامی ایران پس از خارج کردن قلب و زبان او، جسدش را تحویل داده است. با این شرایط نمی‌توان دلیل مرگ را مشخص کرد و باید تحقیقات بیشتری انجام شود.

### واکنش‌ها به اعدام
آلمان ضمن «محکومیت شدید» اعدام شارمهد اعلام کرد وزارت خارجه آلمان سفیر خود را برای مشورت از ایران فراخوانده و کاردار ایران را هم احضار کرده است. اولاف شولتس صدراعظم آلمان این اقدام را یک «رسوایی» خواند. اتحادیه اروپا هم به شدت اعدام شارمهد را محکوم کرد.
غزاله شارمهد خواهان «مجازات قاتلان» پدرش شد و پس از بیانیه دفتر وزارت خارجه آمریکا در امور ایران در محکوم کردن اعدام شهروند «ایرانی-آلمانی»، از دولت آمریکا برای انکار شهروندی پدرش انتقاد کرد و سکوت دولت و رسانه‌های آمریکا را به «همدستی» با حکومت ایران در اعدام پدرش متهم کرد. شارمهد تأکید کرد دولت آمریکا و اتحادیه اروپا برای رهایی پدرش کاری نکردند.
عباس عراقچی از اظهارات آنالینا بربوک وزیر خارجه آلمان در اعتراض به اعدام جمشید شارمهد انتقاد کرد و در شبکه اجتماعی ایکسنوشت «هیچ تروریستی در ایران از مصونیت برخوردار نیست، حتی اگر مورد حمایت آلمان باشد.»
عفو بین‌الملل با انتشار بیانیه‌ای اعدام شارمهد، شهروند «ایرانی آلمانی»، توسط جمهوری اسلامی را محکوم کرد.